# Kees Pellenaars
Cornelis Petrus "Kees" Pellenaars (ur. 10 maja 1913 w Terheijden – zm. 30 stycznia 1988 w Bredzie) – holenderski kolarz szosowy i torowy, złoty medalista mistrzostw świata.

## Kariera
Największy sukces w karierze Kees Pellenaars osiągnął w 1934 roku, kiedy zdobył złoty medal w wyścigu ze startu wspólnego amatorów podczas szosowych mistrzostw świata w Lipsku. W zawodach tych wyprzedził bezpośrednio Francuza André Deforge'a oraz Belga Paula-Émile'a André. Był to jednak jedyny medal wywalczony przez Pellenaarsa na międzynarodowej imprezie tej rangi. Ponadto wygrał Ronde van Midden-Nederland w 1943 roku oraz Rotterdam-Katendrecht w latach 1949 i 1950. Startował też w kolarstwie torowym, między innymi trzykrotnie wygrywając zawody cyklu Six Days. Nigdy nie wystąpił na igrzyskach olimpijskich. Jako zawodowiec startował w latach 1934-1950.

## Najważniejsze zwycięstwa i sukcesy
- 1934
  - mistrzostwo świata amatorów w wyścigu ze startu wspólnego
- 1936
  -  mistrzostwo kraju w wyścigu ze startu wspólnego
- 1949
  - dwa etapy w Ronde van Nederland